# Біляки
Біляки́ — село в Україні, у Семенівській селищній громаді Кременчуцького району Полтавської області. Населення становить 885 осіб. Колишній центр Біляківської сільської ради.

## Географія
Село Біляки знаходиться на лівому березі річки Хорол, вище за течією на відстані 3 км розташоване село Заїчинці, нижче за течією на відстані 2,5 км розташоване село Радалівка, на протилежному березі — село Поділ.
Навколо села багато іригаційних каналів. На одному з струмків зроблена велика загата.

## Історія села

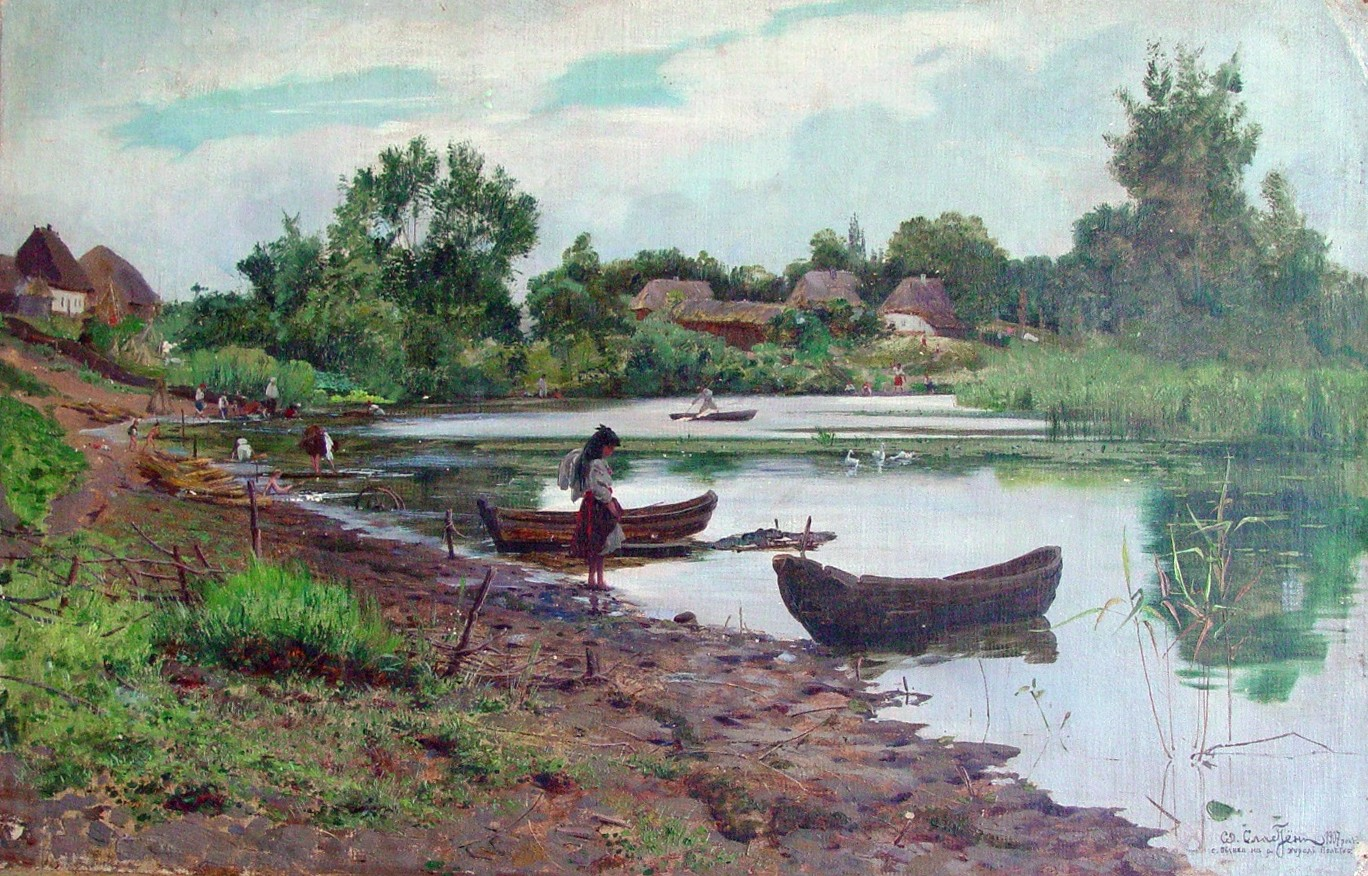
На річці Хорол, село Біляки. Картина Опанаса Сластіона 1907 року

1782 рік — населення складалося переважно з селян-кріпаків (казенних та поміщицьких). Також проживали привілейовані вибірні козаки. Їх споряджали та вибирали за власний кошт кілька козацьких господарств, які в той час існували на селі. Вибірні козаки та їх сім'ї звільнялися від податку. До них належали сім'ї: Цапенки, Даценки, Козловські, Кравченки, Дериди, Скрипники.
1768 рік — збудована тризубна одно банна Покровська церква, у традиціях української народної архітектури. Церква стояла в історичному центрі села на пагорбі над річкою Хорол. На початок XX століття церкву замінив храм, споруджений у єпархіальному стилі. 1950 році церкву розібрали. На томість, й до сього часу, стоїть новозбудована мурована церква еклектичної архітектури.
Липень 1845 року — відвідав село Біляки й поет-художник Тарас Григорович Шевченко разом із Віталієм Васильовичем Родзянком. Мета приїзду — виконання доручення Київської археологічної комісії. Шевченком було оглянуто на околиці села руїни давньої будівлі — «Мечеть» («Археологічні нотатки 1845—1856 років [Архівовано 3 квітня 2018 у Wayback Machine.]»).
Відомості взяті із центрального статистичного комітету міністерства внутрішніх справ за 1859 рік (місто Санкт-Петербург). В Біляках на той час було збудовано 270 дворів, проживало 687 чоловіків та 748 жінок, працювало 4 заводи, велося служіння в православній церкві.
12 червня 2020 року, відповідно до розпорядження Кабінету Міністрів України № 721-р «Про визначення адміністративних центрів та затвердження територій територіальних громад Полтавської області», село увійшло до складу Семенівської селищної міської громади.
19 липня 2020 року, в результаті адміністративно - територіальної реформи та ліквідації Семенівського району, село увійшло до складу новоутвореного Кременчуцького району.

## Відомі діячі
- Замковий Валентин Полікарпович (1911—2002) — відомий краєзнавець, активний діяч географічного товариства СРСР і України.
- Цапенко Михайло Павлович (1907—1977) — доктор мистецтвознавства. Автор праць з теорії та історії радянської, української і зарубіжної архітектури та мистецтва. З 1953 по 1960 роки очолював Науково-дослідницький інститут теорії та історії архітектури Академії архітектури УРСР.
- Кравченко Іван Іванович (10.12.1924 — 20.12.2010) — письменник.
- Панкратова(Зеленіна) Юлія Сергіївна — дитяча поетеса.
- Цапенко Іван Павлович (1914—1965) — кандидат філософських наук, дослідник епосу східних слов'ян, творчості Івана Франка, Панаса Мирного, Івана Нечуй-Левицького.
- Даценко Дмитро Федорович (1934) — кандидат хімічних наук, автор праць з теорії й практики високодисперсних речовин, що застосовуються у пожежогасінні та створенні штучного клімату.
- Ленченко Федір Іванович (26.05.1952) — член президії Міжнародної кооперативної ради, голова правління Київської облспоживспілки. З 1999 р. по 2010 р. — директор Київського кооперативного економічно-правового коледжу.

## Православна церква

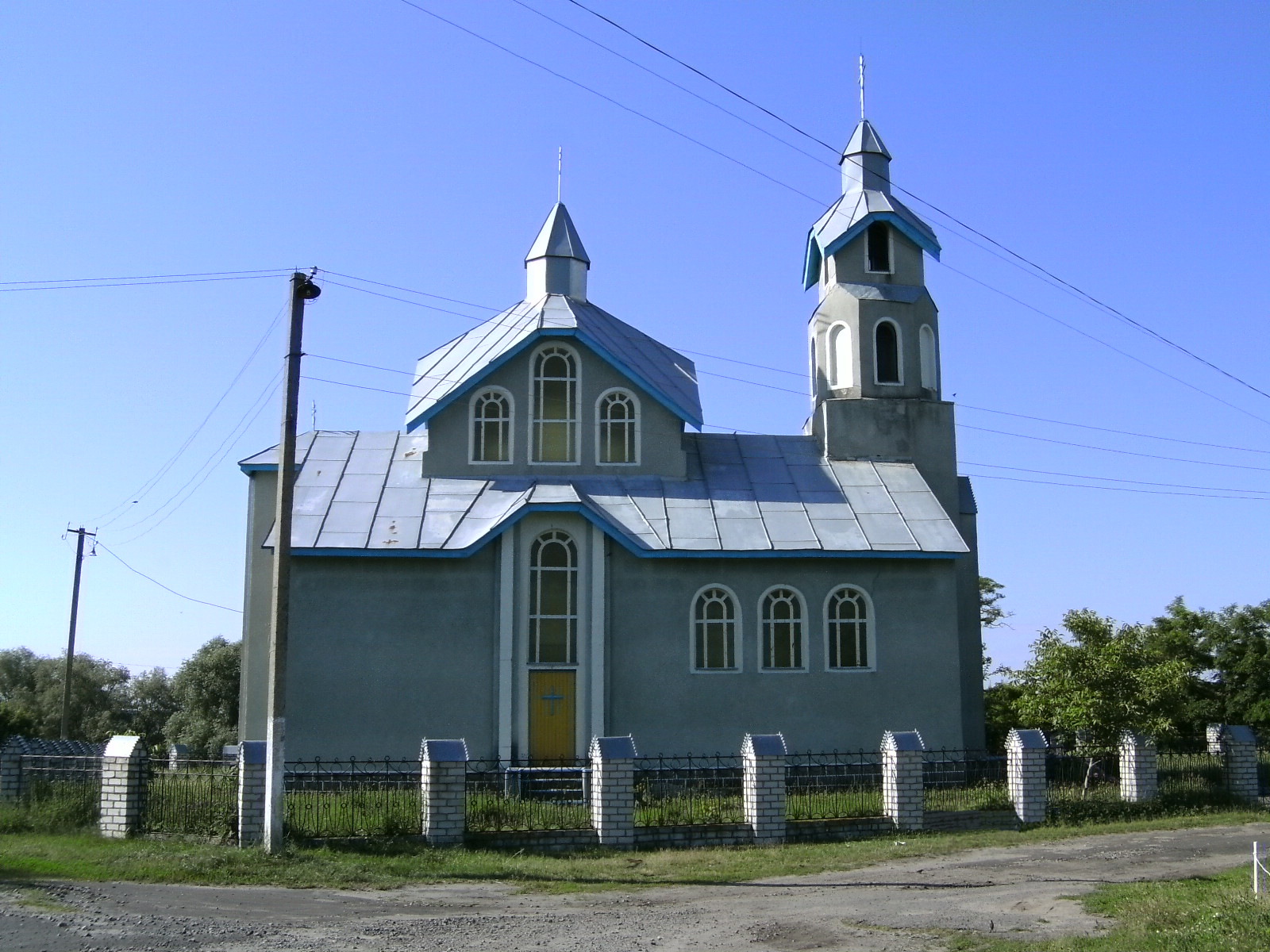
Церква зі сторони селища
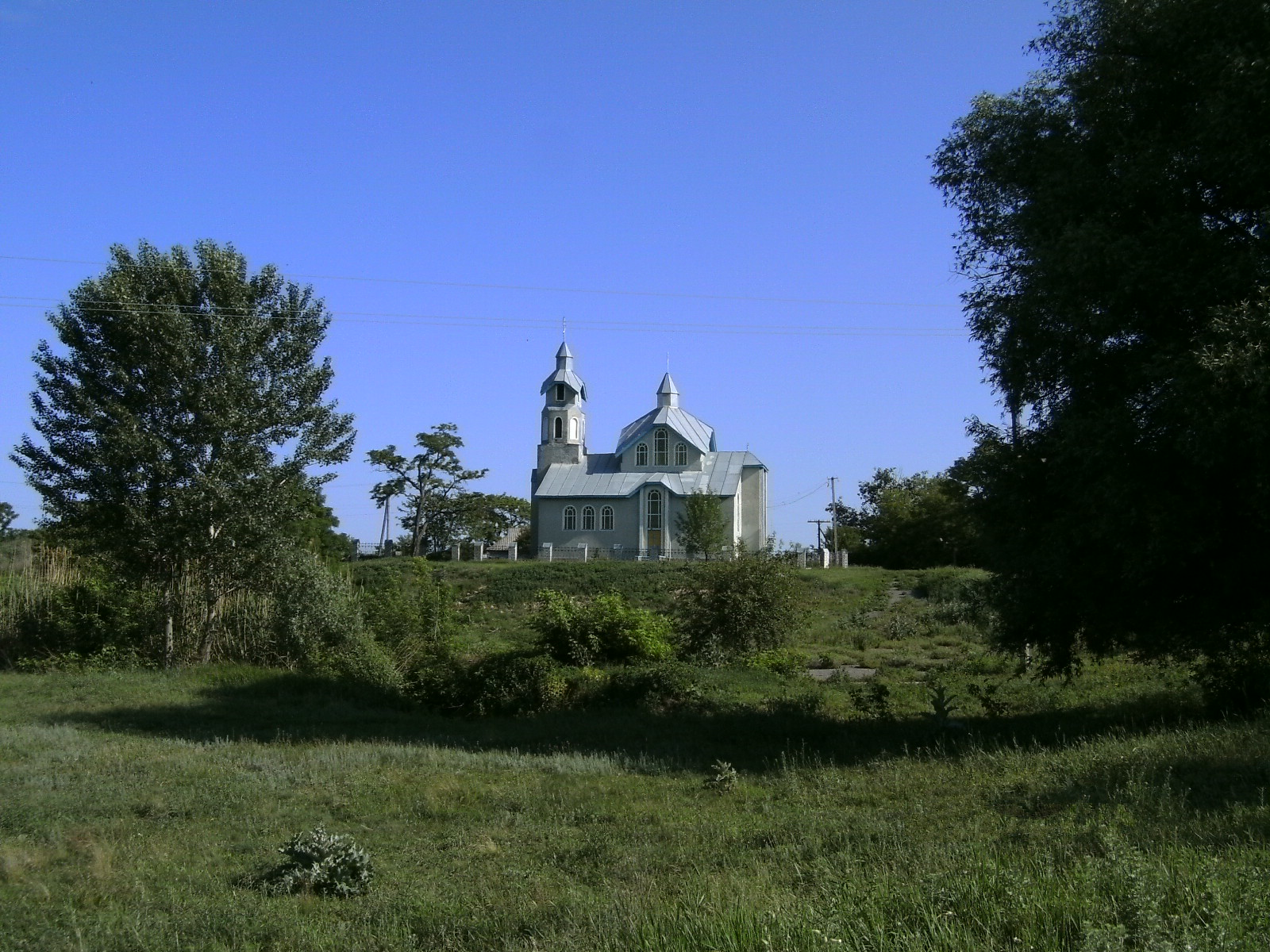
Вигляд при в'їзді в село зі сторони Подолу
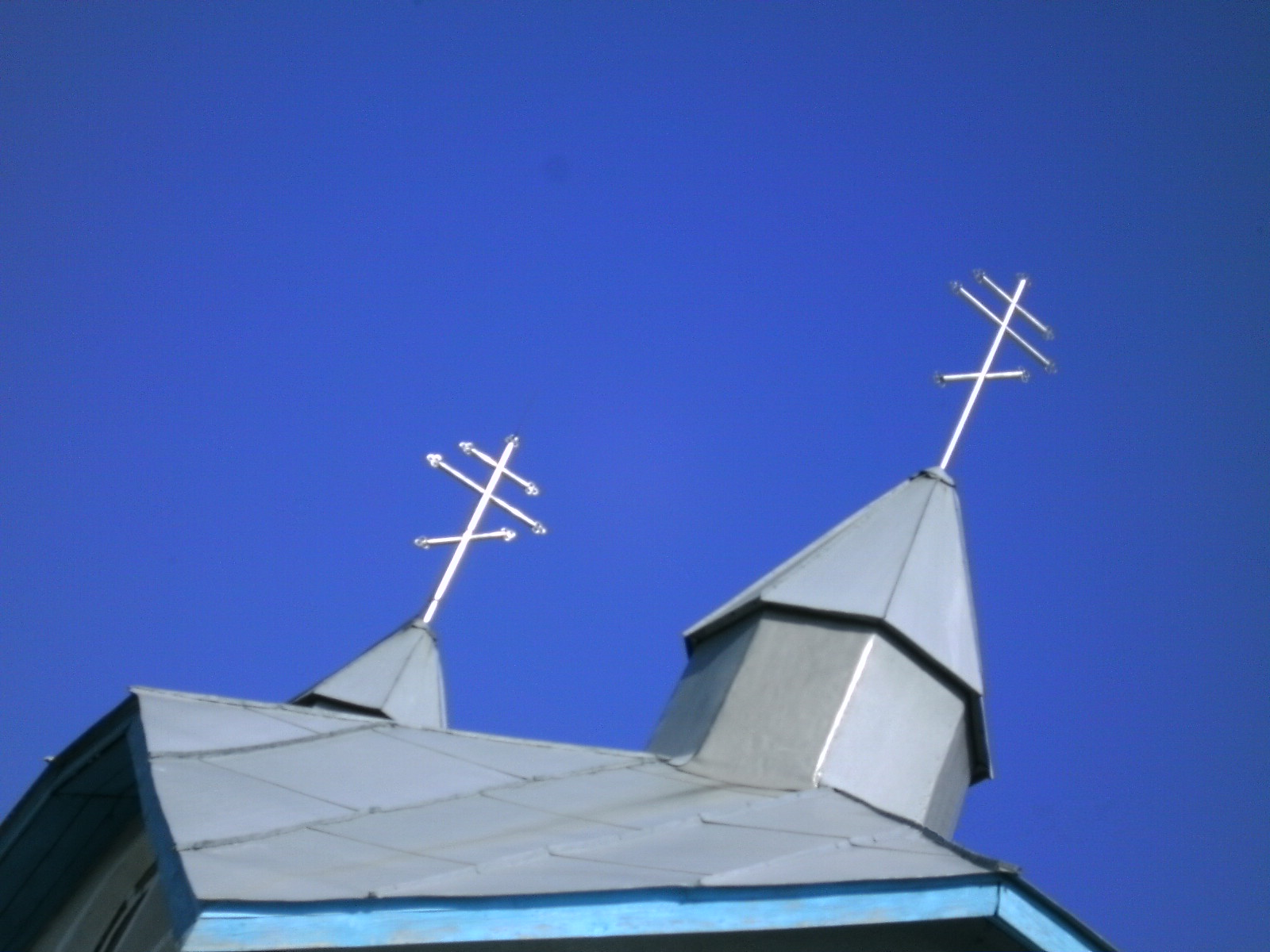
Чисте вранішнє небо

## Шлюз на річці Хорол

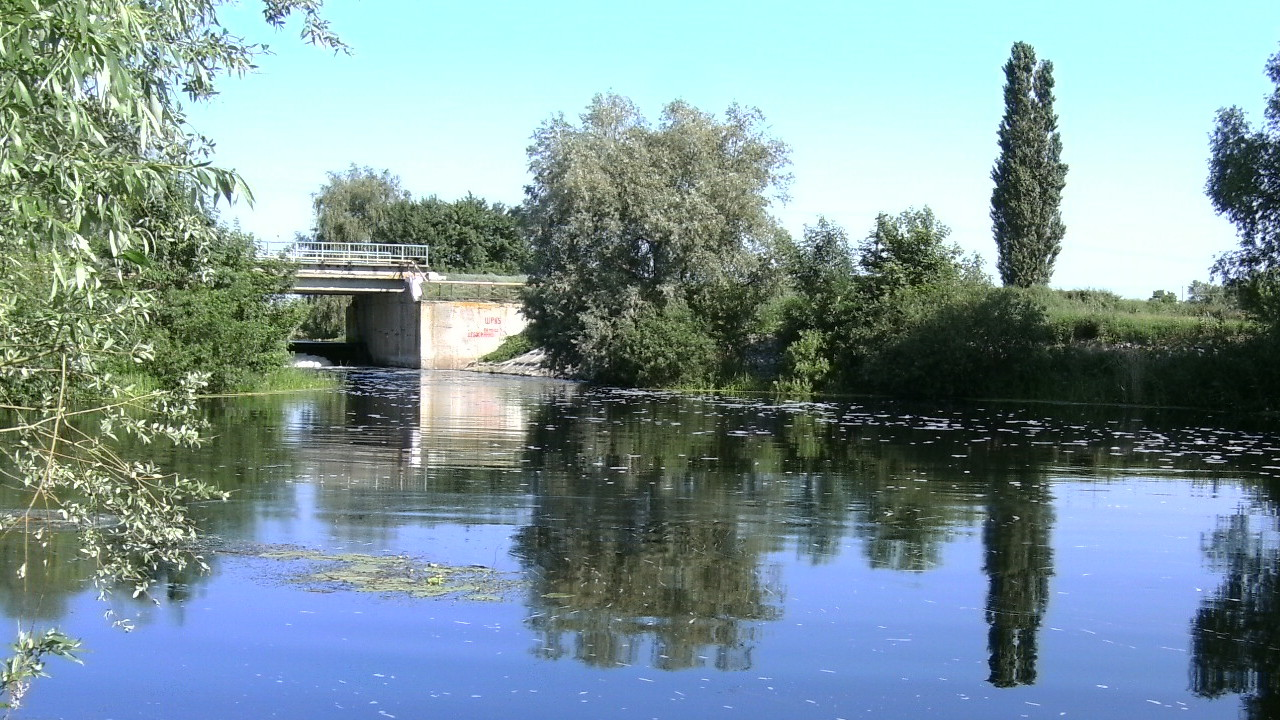
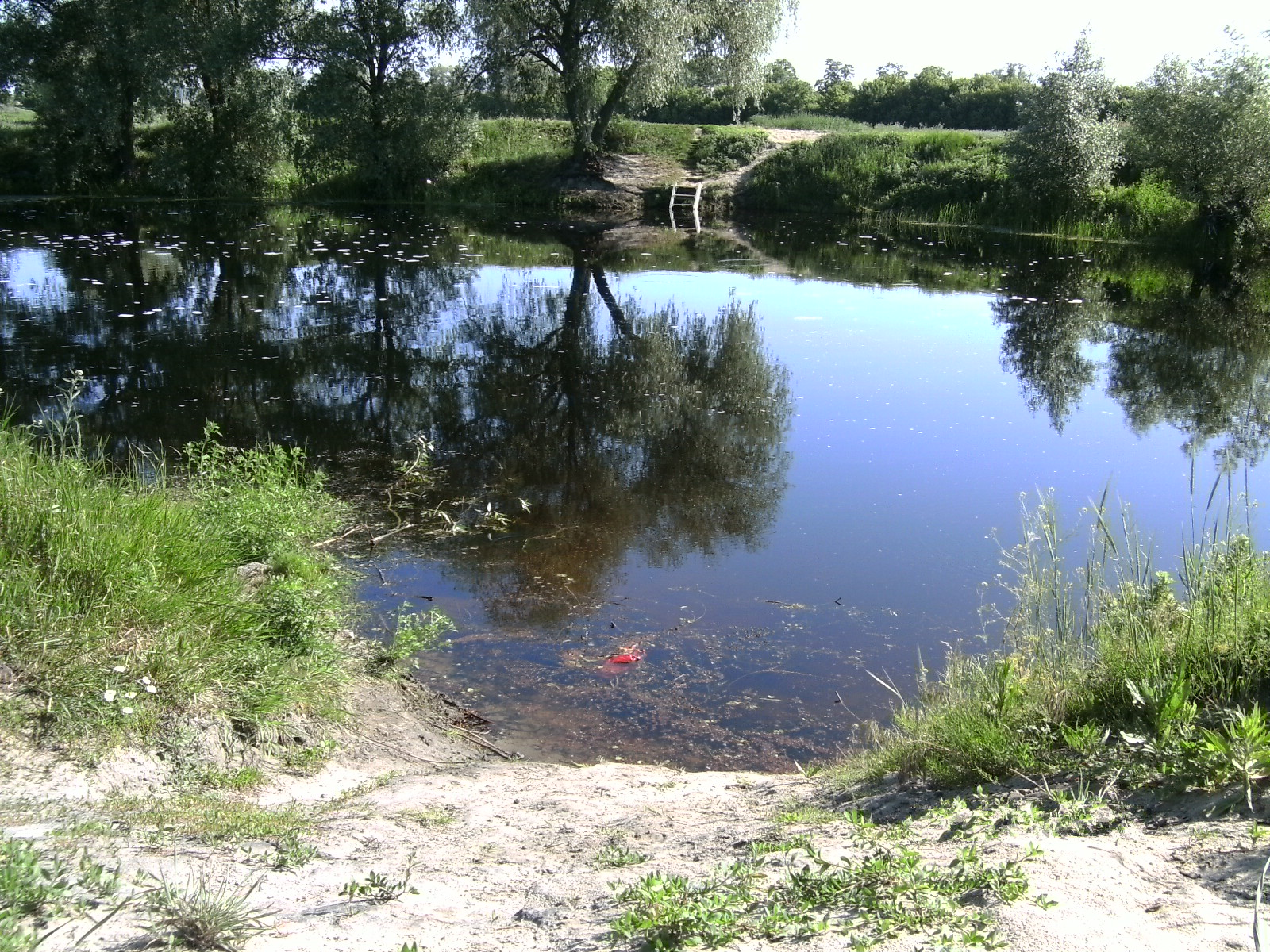
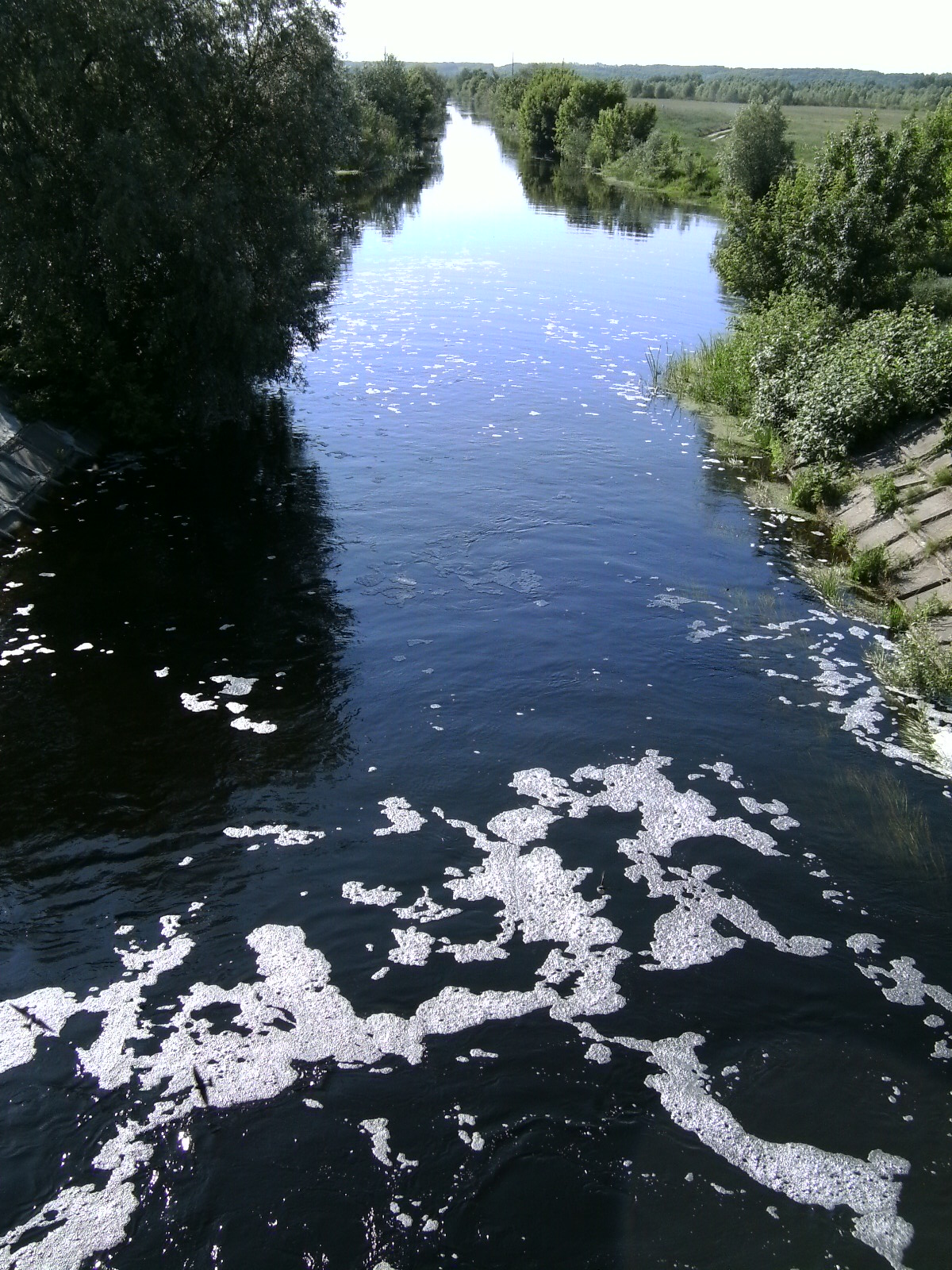
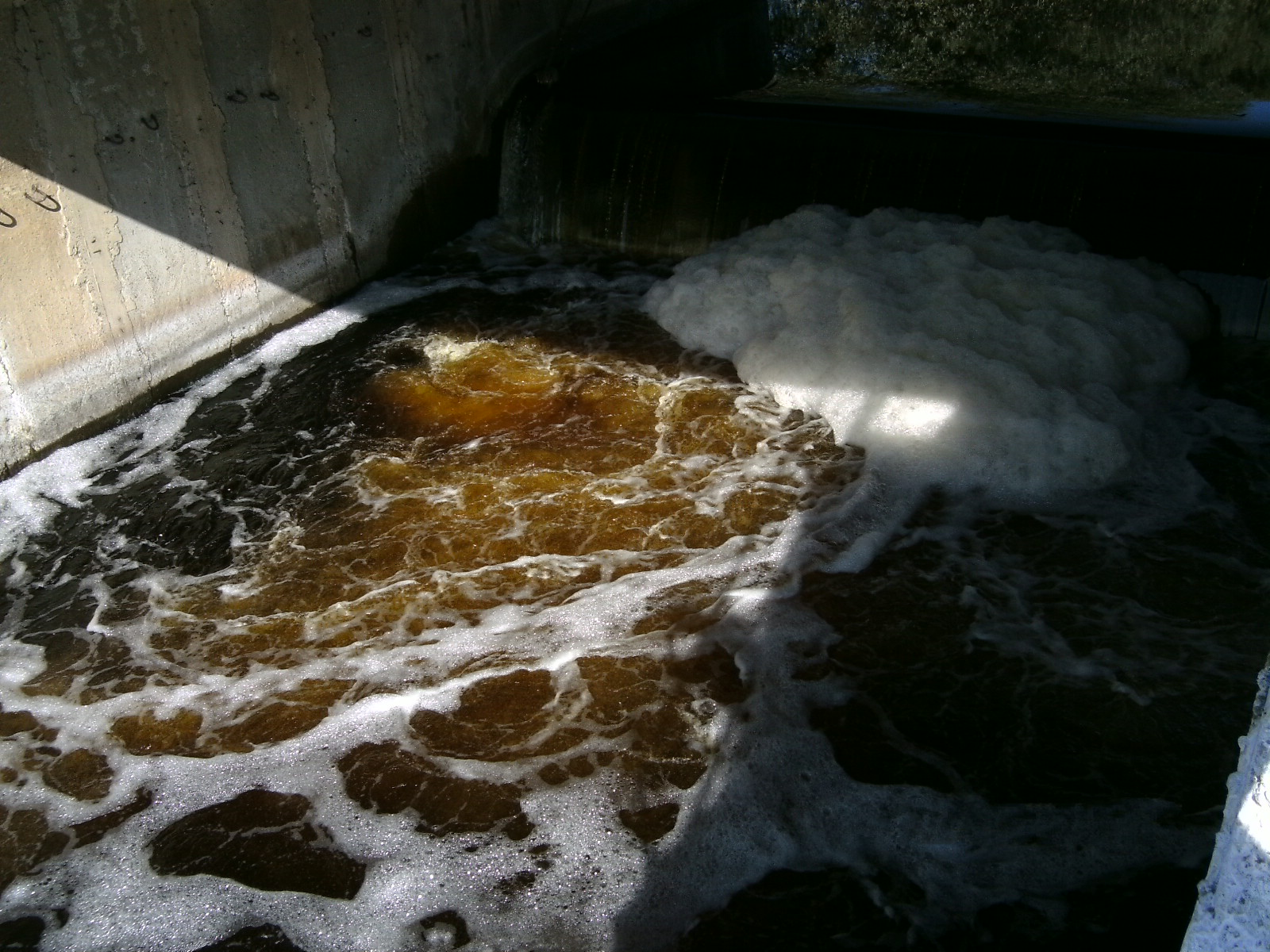
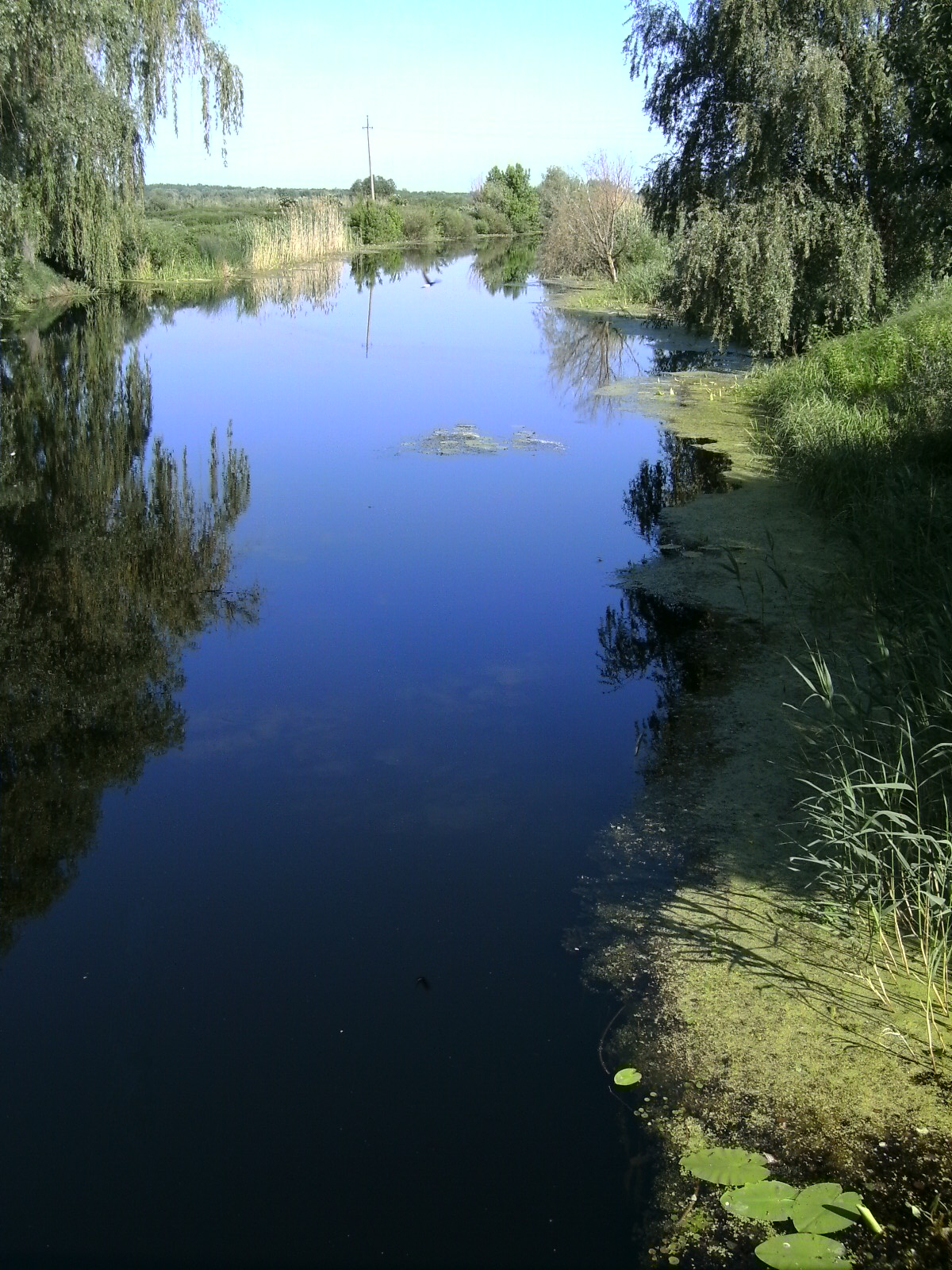
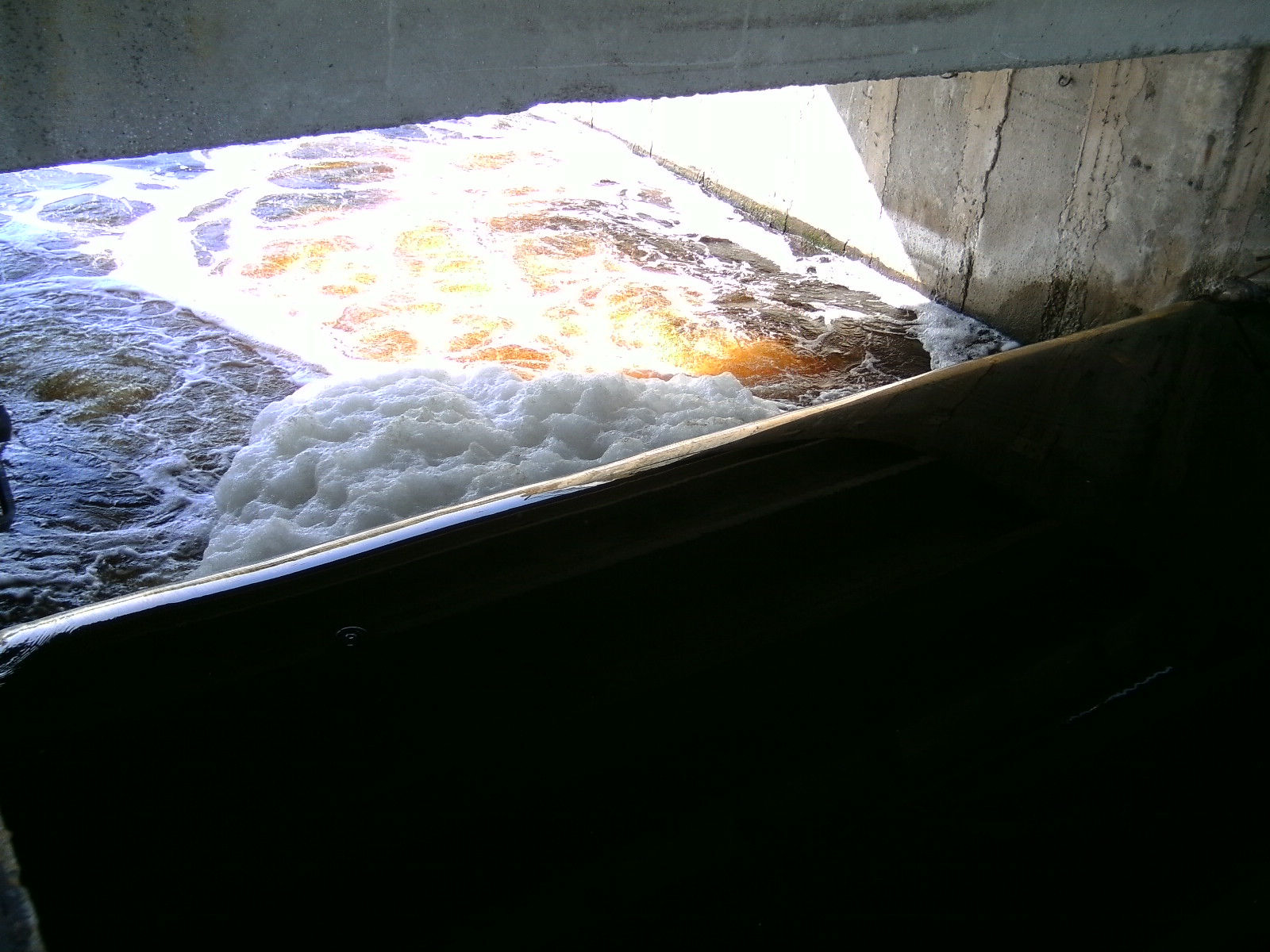
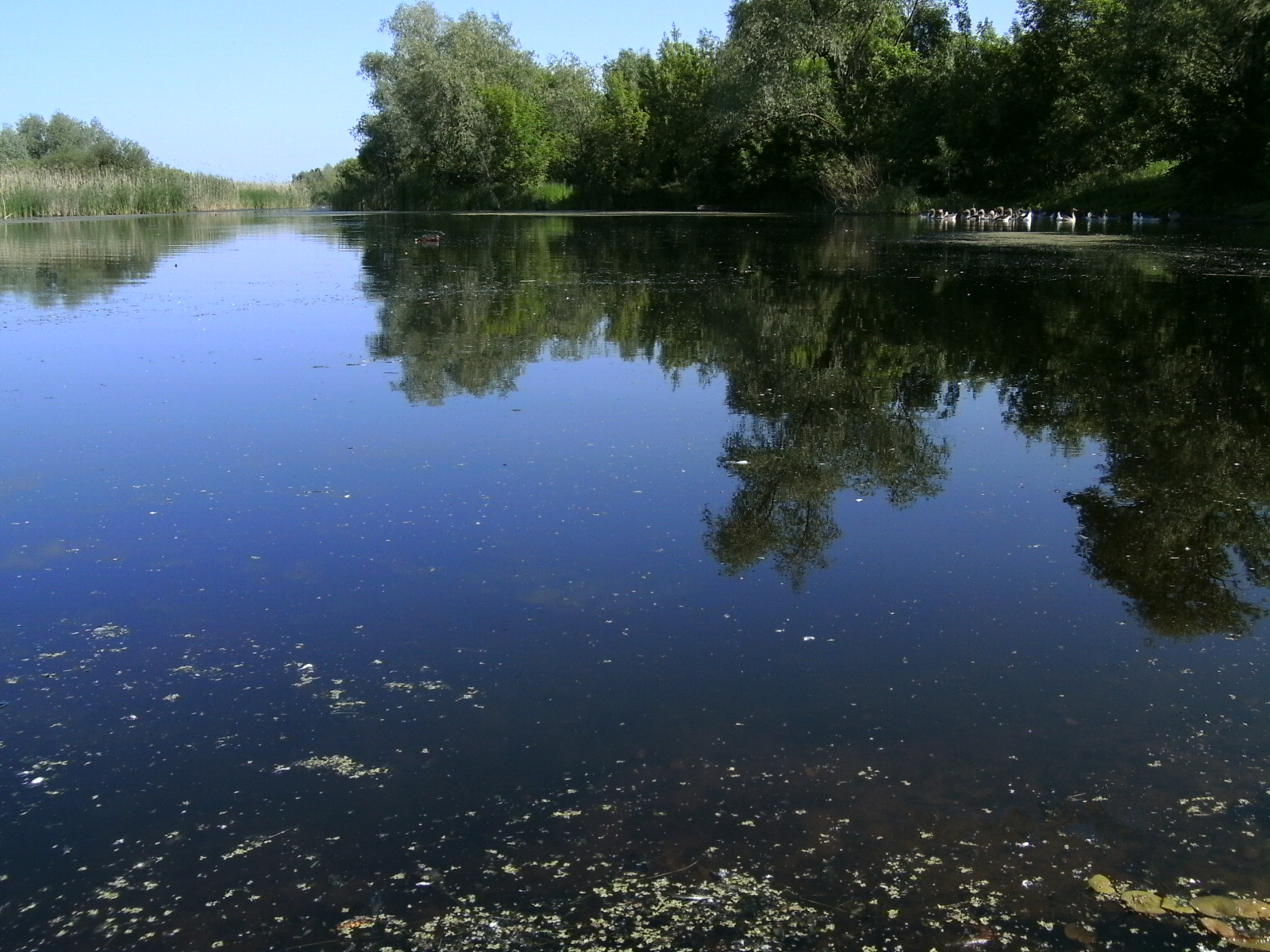
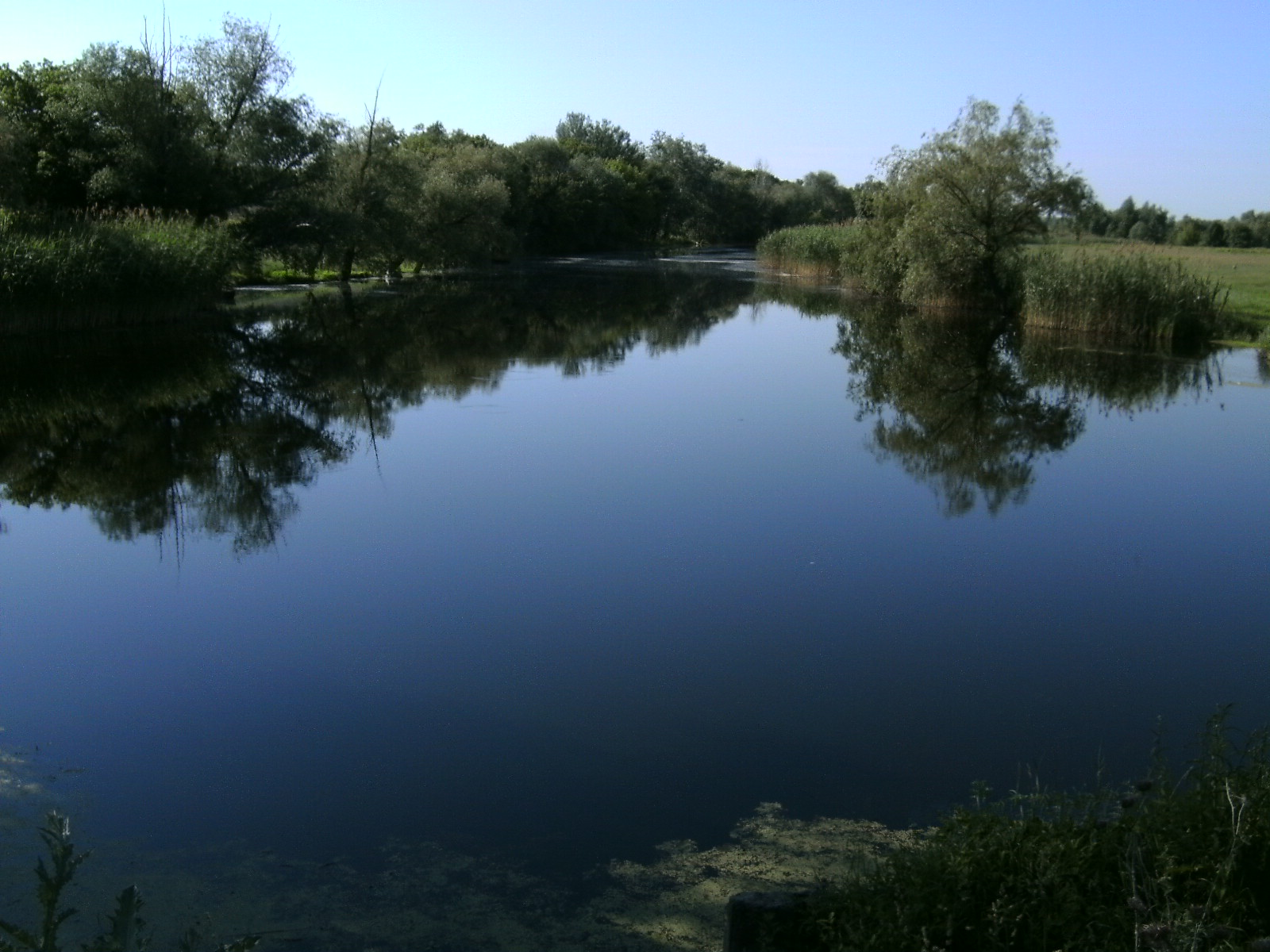
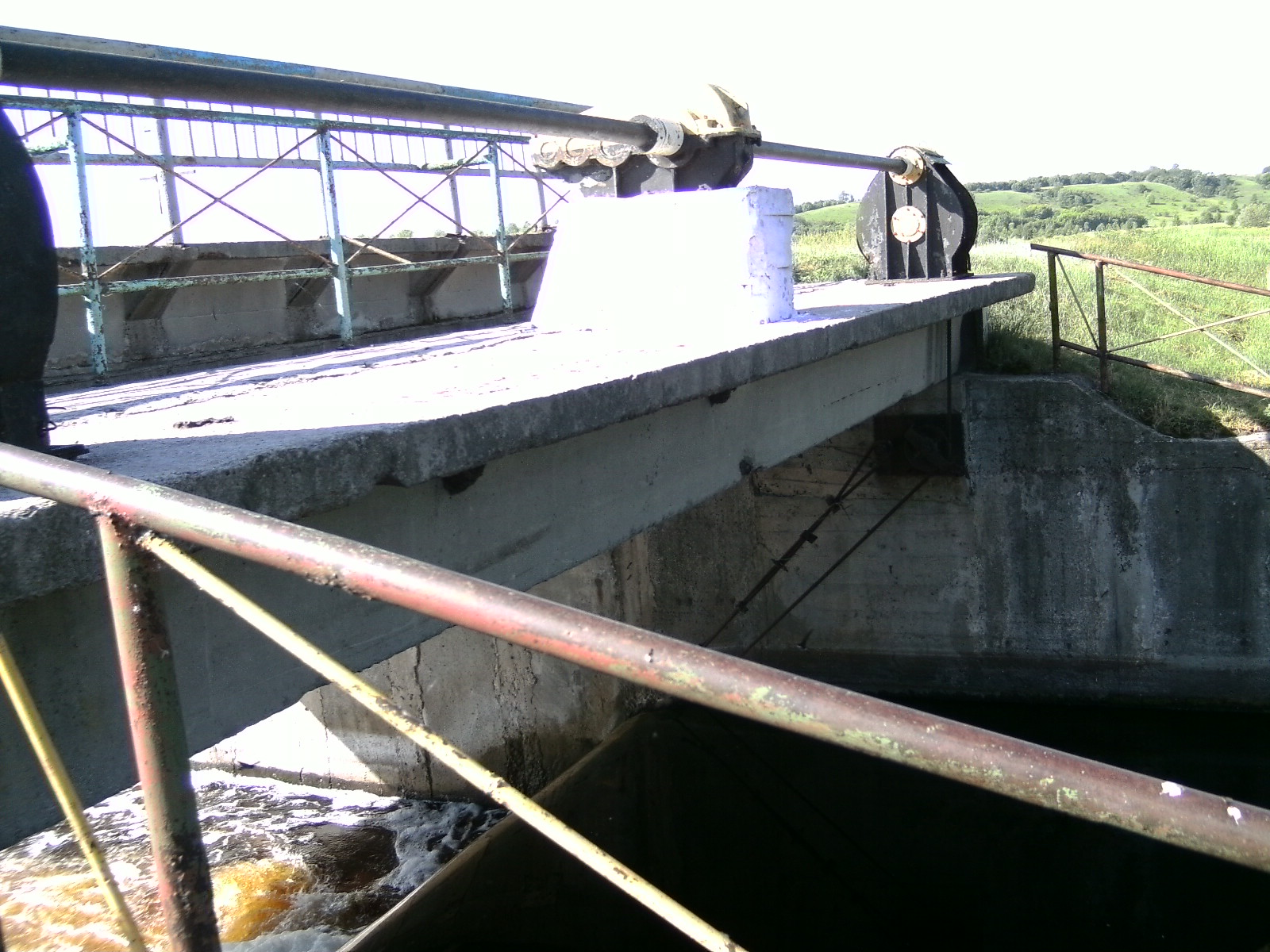

## Фото відзняті жителями села

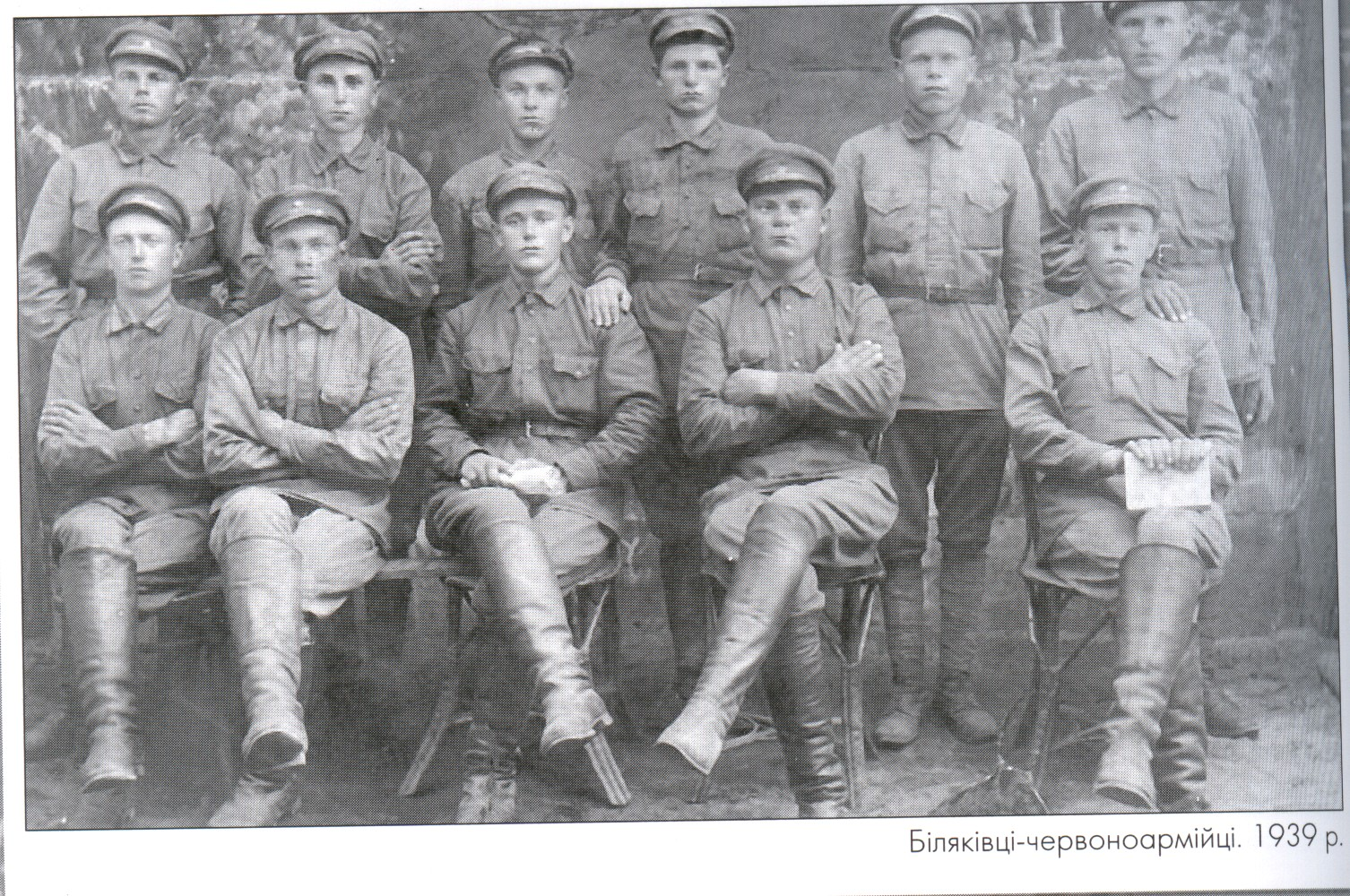
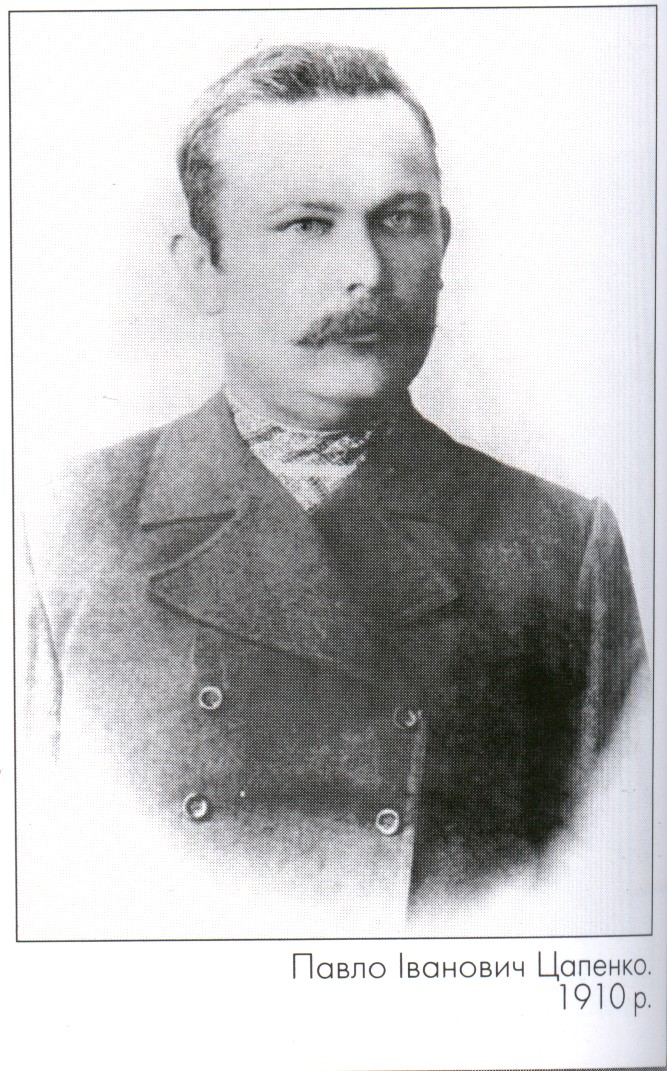
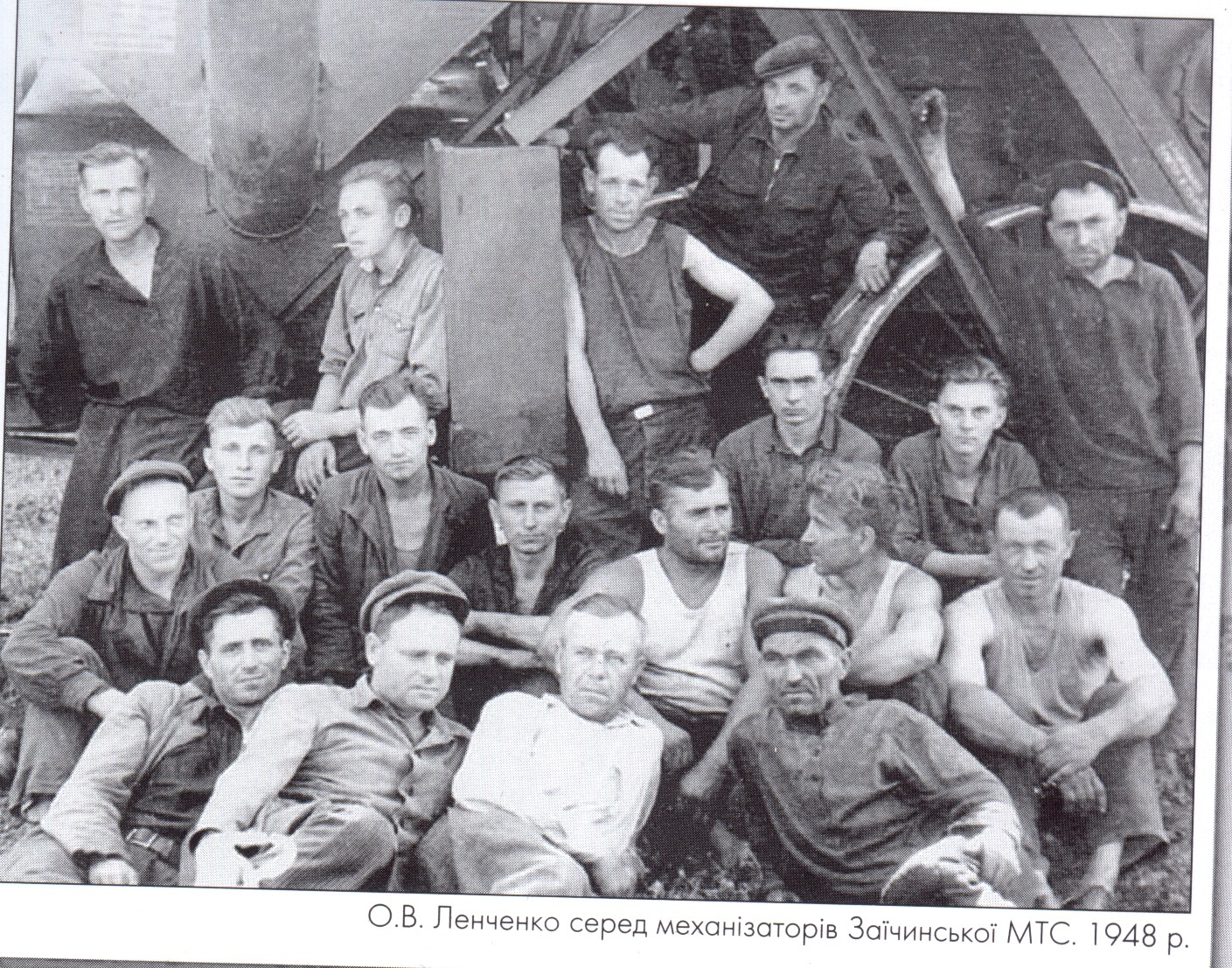
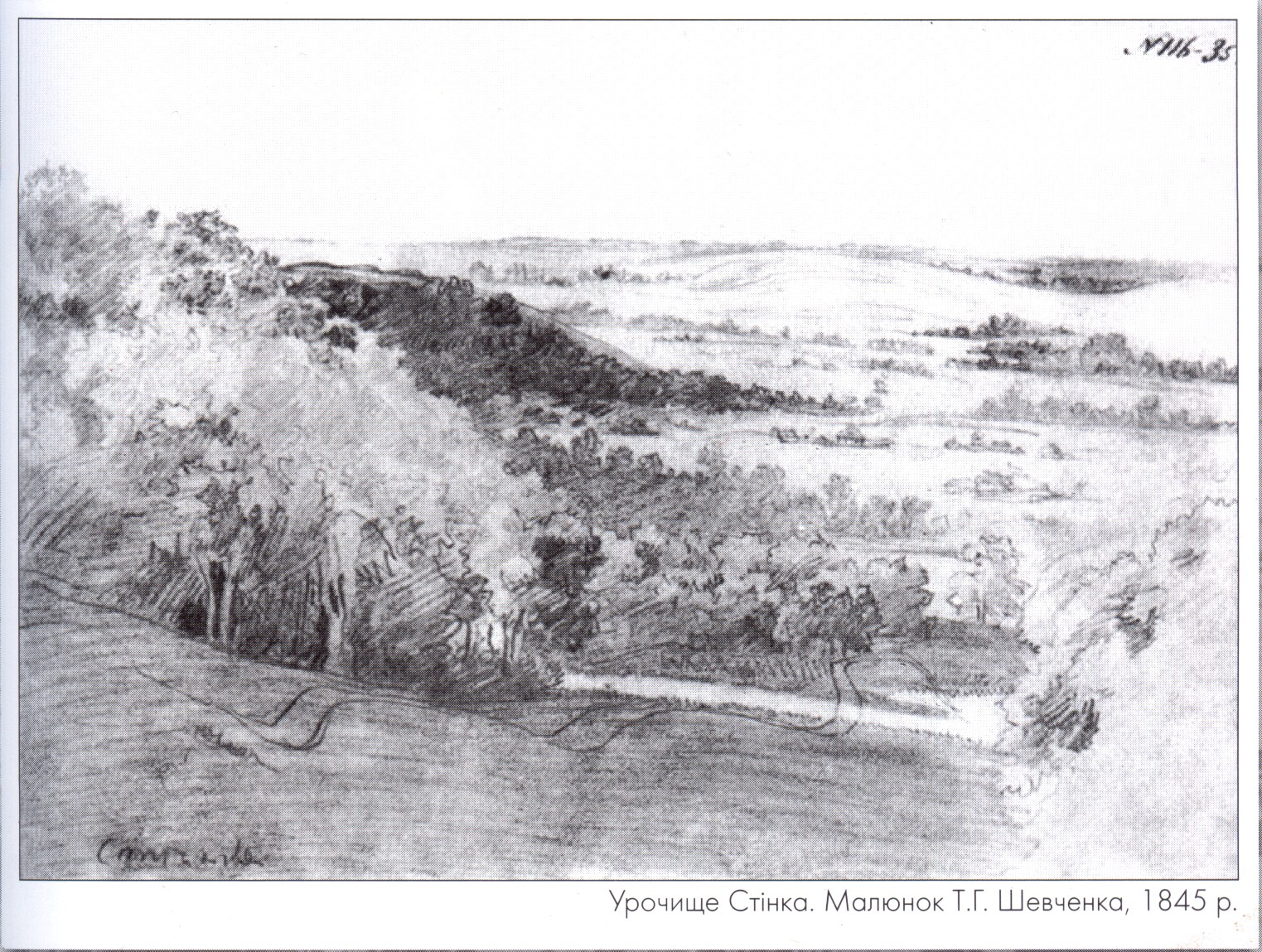
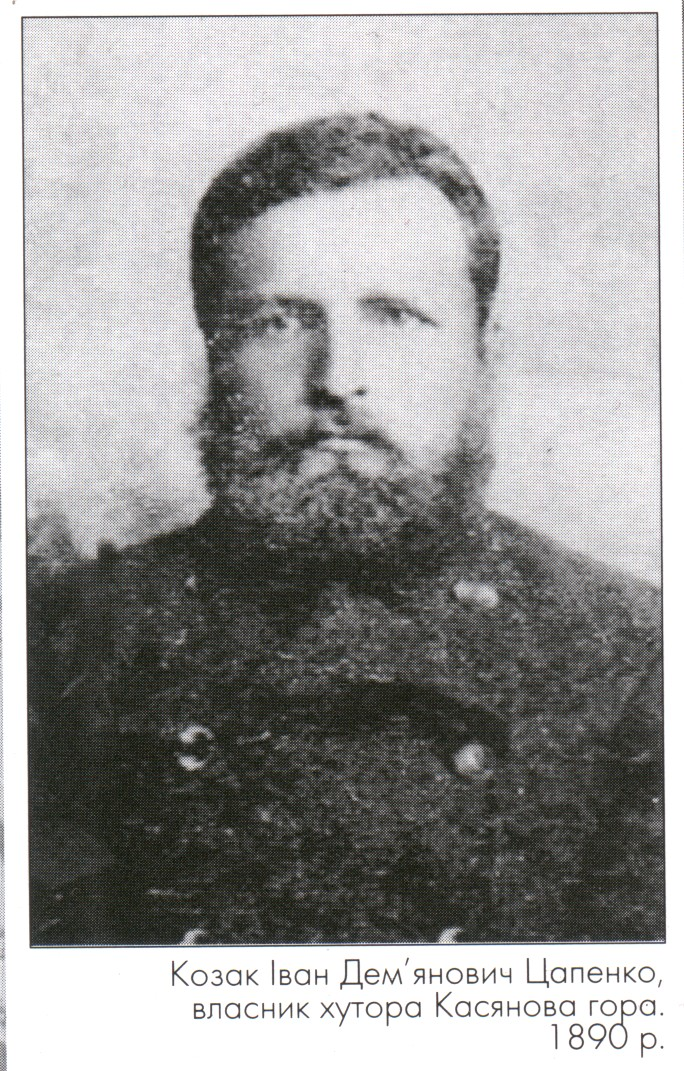

## Біляківська загальноосвітня школа І-ІІІ ступенів

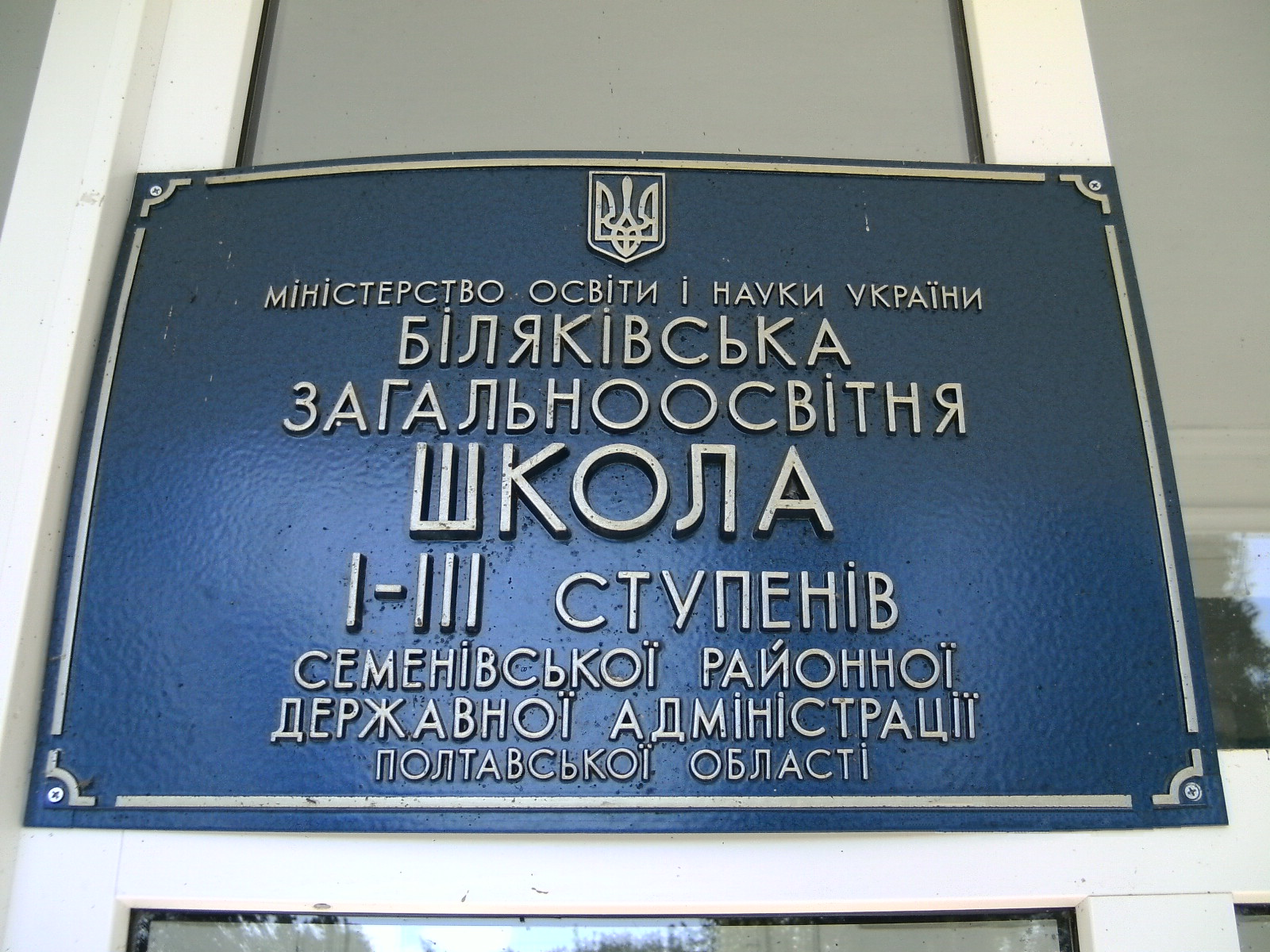
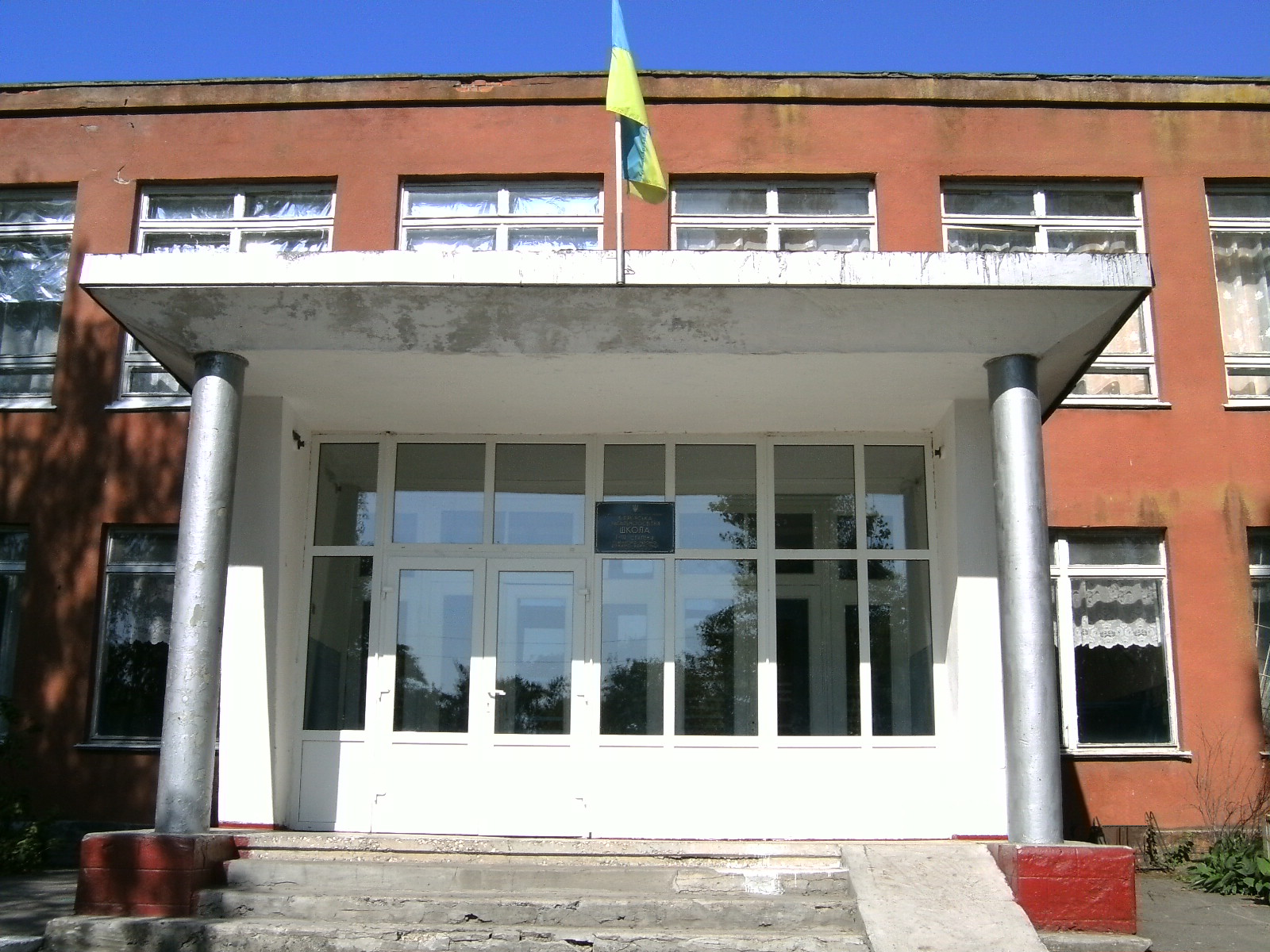
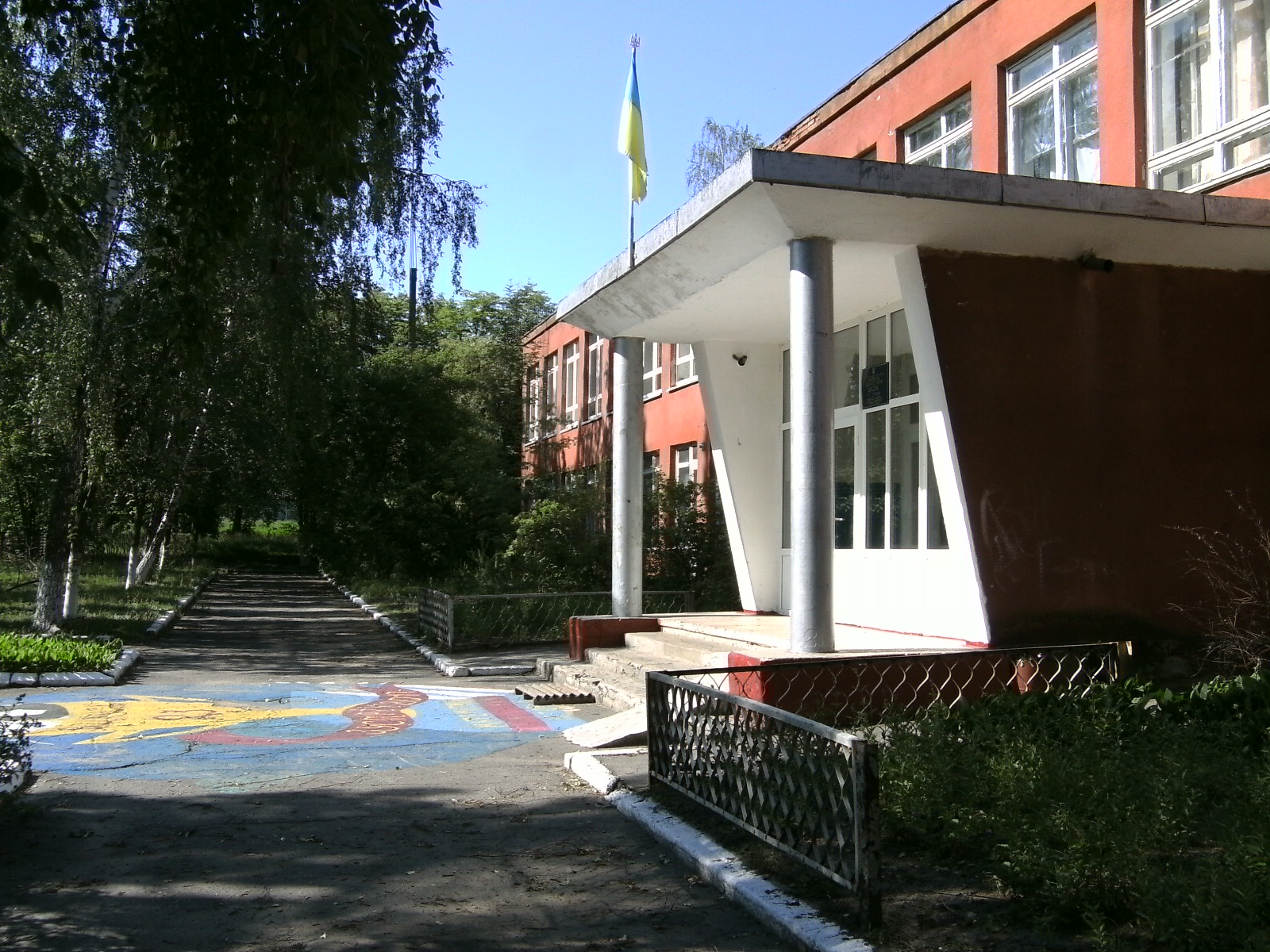

## Місцеві краєвиди

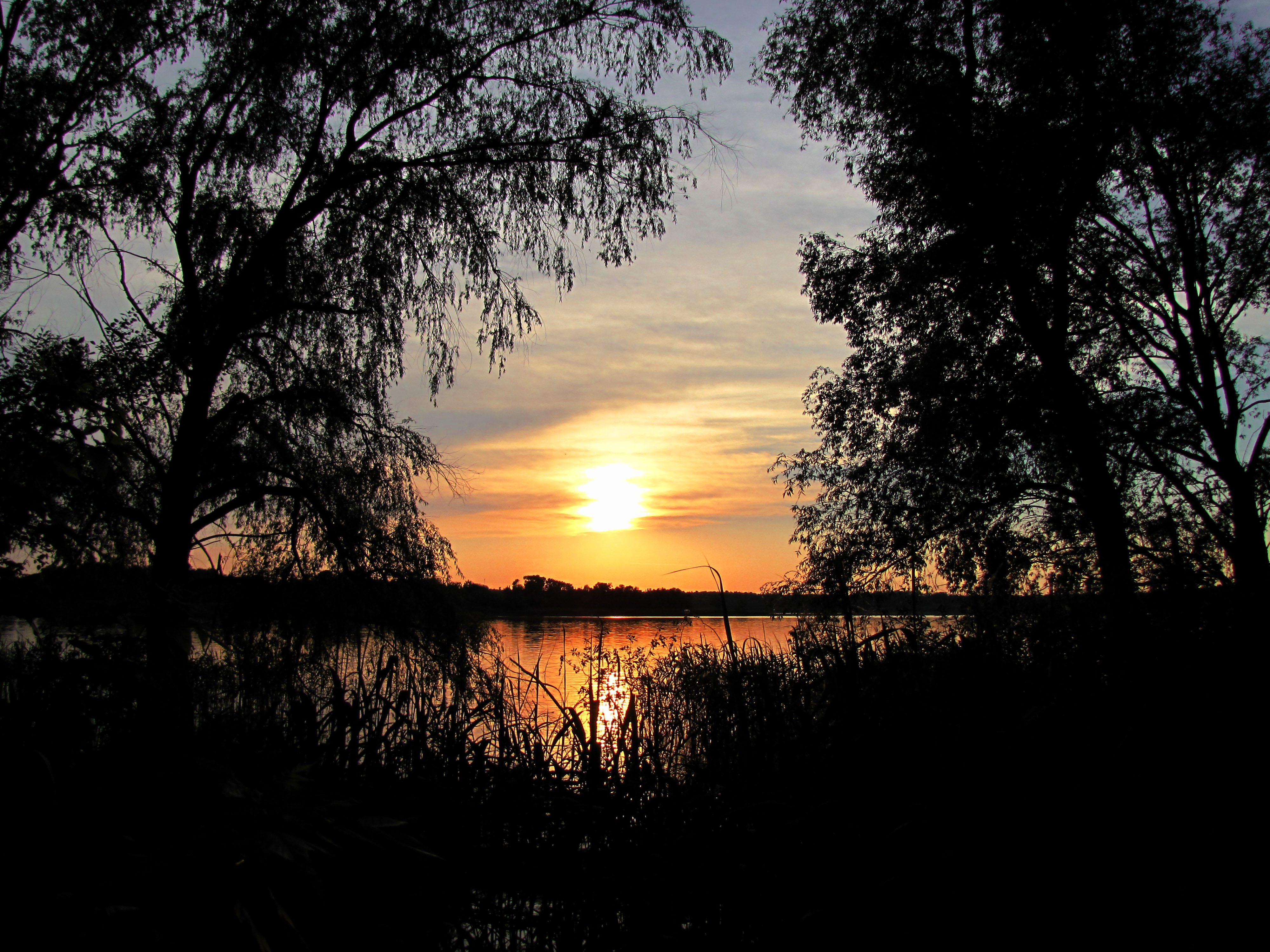
Захід сонця на водосховищі.
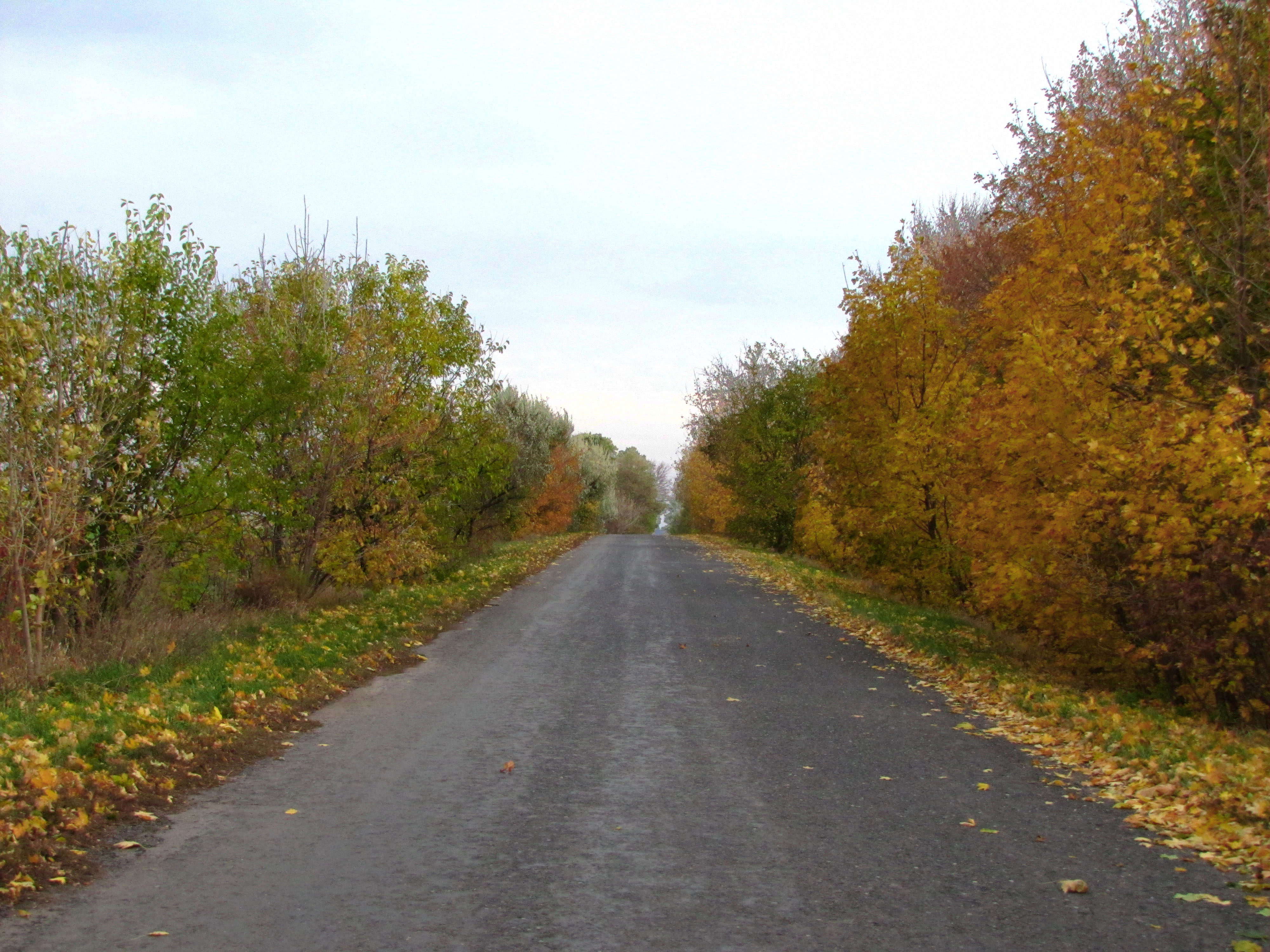
Дорога із Бакумівки в Біляки. ...осінь.